# 6月4日月曜日
『6月4日月曜日』（ろくがつよっかげつようび）は、里中満智子による日本の漫画作品。
『なかよし』（講談社）1973年6月号別冊ふろくにて発表された。単行本は同社の講談社コミックスなかよしより刊行。

## 書誌情報
- 里中満智子 『6月4日月曜日』 講談社〈講談社コミックスなかよし〉、1975年4月10日第1刷発行
  - 表題作のほか、連載作品「ママの子もり歌」が同時収録されている。